# Messier 110
Messier 110 eller M110, også kendt som NGC 205, er en rund dværggalakse som er satellit-galakse til Andromedagalaksen. Selvom astronomen Charles Messier ikke har tilføjet galaksen til hans katalog, har han tegnet den sammen med M32 dværggalaksen, på en af hans tegninger af Andromedagalaksen. En notat på denne tegning anviser, at Messier har observeret NGC 205 den 10. august i 1773.
Dværggalaksen var også uafhængigt opdaget af astronomen Caroline Herschel on den 27. august 1783; hendes bror William Herschel beskrev hendes opdagelse i 1785. Ansøgning om at give galaksen et nummer i Messier-kataloget var anmodet af Kenneth Glyn Jones in 1967.